# Менажо, Франсуа Гийом
Франсуа Гийом Менажо (фр. François-Guillaume Ménageot; 9 июля 1744[…], Лондон — 4 октября 1816[…], Париж) — французский живописец, расцвет творчества которого пришёлся на эпоху правления короля Людовика XVI, директор Французской академии в Риме (1787—1792).

## Биография
Франсуа Менажо родился в Лондоне, в семье француза Огюстена Менажо (ум. 1784), торговца произведениями искусства. Учился живописи сначала сначала у Жана-Батиста Анри Деше, затем у Жозефа-Мари Вьена, и, наконец, у Франсуа Буше (1703—1770), причём именно Буше более остальных повлиял на его живописную манеру. 
В 1766 году Менажо выиграл Римскую премию с картиной «Томирис, погружающая голову Кира Великого в чашу с кровью», после чего жил и работал в Риме за казённый счёт, по условиям премии, с 1769 по 1774 год. По возвращении во Францию, активно выставлял свои произведения в Парижском салоне. 
В дальнейшем он ещё на пять лет отправился в Рим, где возглавлял Французскую академию. Картины Менажо пользовались особой популярностью среди французской аристократии накануне Великой французской революции. Скончался в Париже.

## Галерея

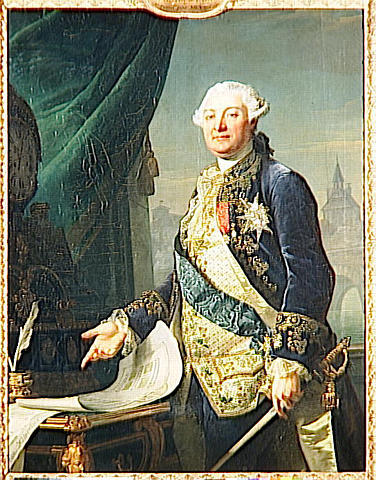
Портрет Луи Огюста де Бретейля, посла Франции в России. Холст, масло. Лувр, Париж
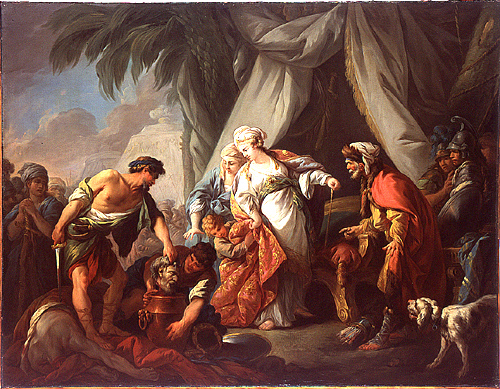
Томирис, погружающая голову Кира Великого в чашу с кровью. Римская премия. 1766. Холст, масло. Высшая школа изящных искусств, Париж
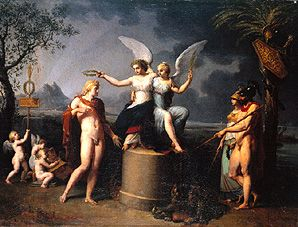
Аллегория войны и мира
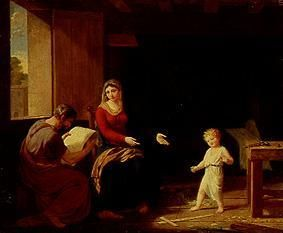
Святое семейство
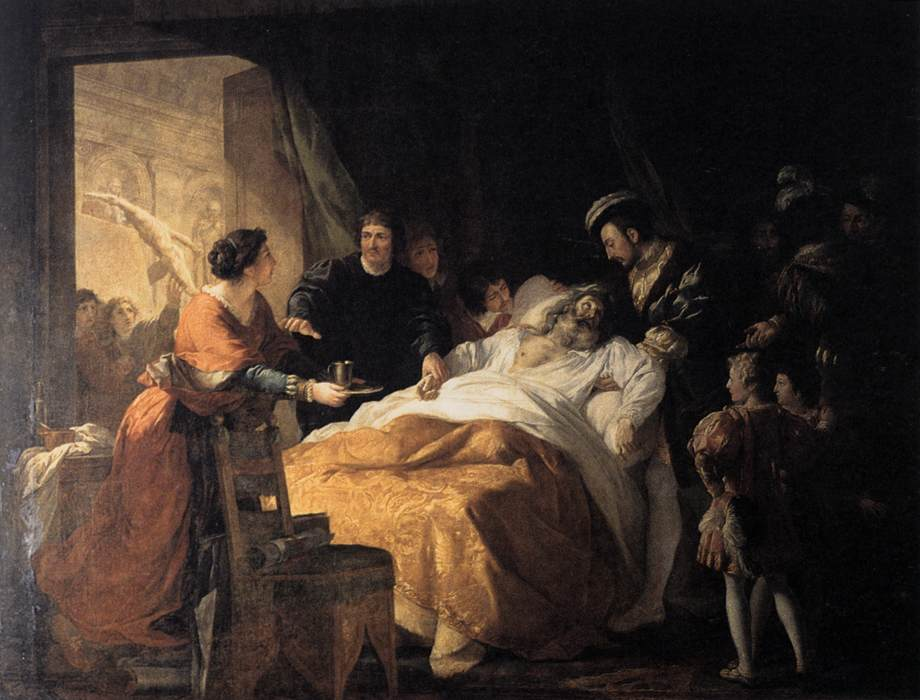
Смерть Леонардо да Винчи на руках короля Франции Франциска I. 1781. Холст, масло. Отель де Виль, Амбуаз
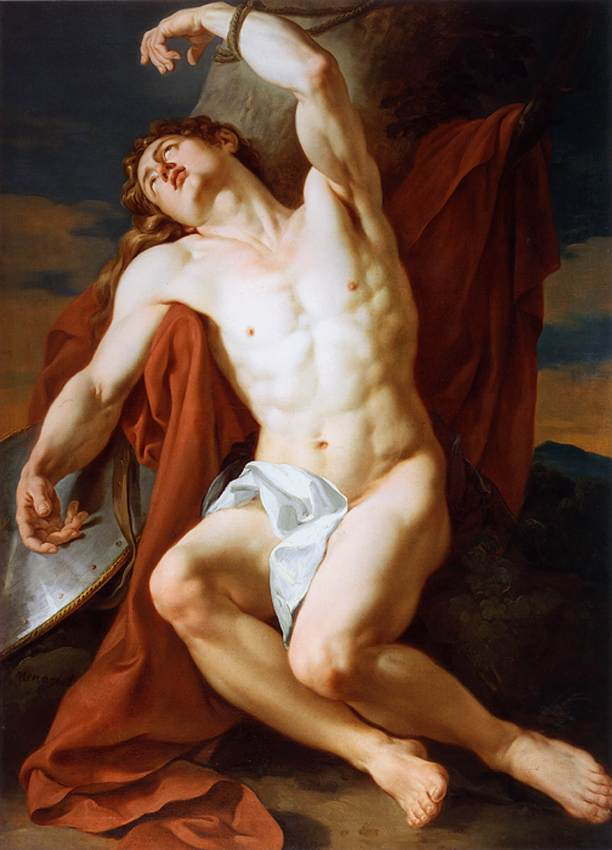
Мученичество Святого Себастьяна. 1780-е. Холст, масло. Музей искусств Хаггерти. Милуоки, Висконсин, США